# Provincetown
Provincetown är en kommun belägen på Cape Cod i Barnstable County, Massachusetts, USA med cirka 3 431 invånare (2000). Provincetown, eller P'town i folkmun, har de senaste decennierna blivit en tillflyktsort för homosexuella amerikaner.

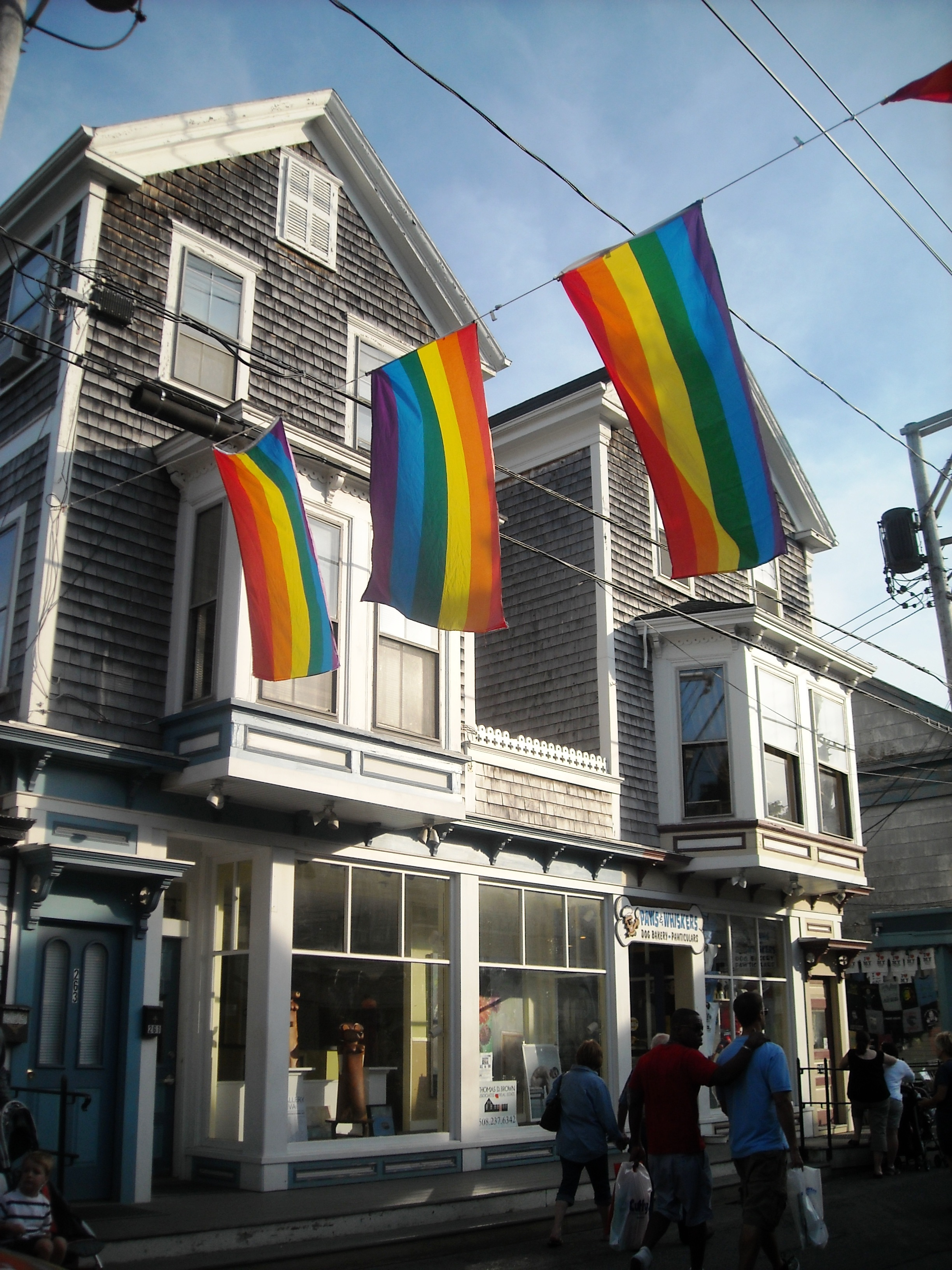
En gata i centrala Provincetown.